# Доусон, Эрнест Кристофер
Эрнест Кристофер Доусон (англ. Ernest Christopher Dowson; 2 августа 1867[…], Ли — 23 февраля 1900[…], Луишем, Большой Лондон) — английский поэт, романист, переводчик, автор коротких рассказов, часто связанных с декадентским движением.

## Биография
Эрнест Доусон родился и вырос в Ли, юго-восточном районе Лондона, в 1867 году. Его двоюродным дедушкой был Альфред Дометт, поэт и политик, который стал премьер-министром Новой Зеландии и предположительно был предметом поэмы Роберта Браунинга «Варинг» (англ. Waring). Доусон учился в Куинз-колледж в Оксфорде, но ушёл в марте 1888 года без получения степени.
В ноябре 1888 года Эрнест начал работать в компании, основанной дедом поэта, «Доусон и сын» (англ. Dowson and Son) в сухом доке в районе Лаймхаус на востоке Лондона, где он жил в уединении в полуразрушенном доме и часто был гостем во многих гостиницах в доках. Эта жизнь в пабах и бедных районах продолжалась в Париже, Дьеппе и Брюсселе.
Эрнест Доусон вёл активную общественную жизнь, общался со студентами-медиками и студентами юридических факультетов, ходил в мюзик-холлы и приводил исполнителей на ужин. В это время он также усердно работал над своим писательским мастерством. Он был членом клуба Rhymers, в который входили В. Б. Йейтс и Лайонел Джонсон. Он был автором таких литературных журналов, как «Жёлтая книга» и «Савойя».
Эрнест Доусон сотрудничал с Артуром Муром (англ. Arthur Collins Moore) над двумя неудачными романами, работал над собственным романом, «Мадам де Виоле» (англ. Madame de Viole) и писал рецензии для американского анимационного сериала прайм-тайма «Критик». Позже в своей карьере Доусон был плодовитым переводчиком французской художественной литературы, в том числе романов Бальзака, братьев Гонкур, а также сатирического романа «Опасные связи» фр. Les Liaisons dangereuses Пьера Шодерло де Лакло.
Объектом восторженного почитания Эрнеста Доусона в 1888 году стала шестилетняя актриса Минни Терри. Он старался попасть на каждый спектакль девочки, собирал её фотографии. В 1889 году, в возрасте 23 лет, Доусон увлёкся 11-летней Аделаидой «Мисси» Фолтинович, дочерью владельца польского ресторана. В 1893 году он безуспешно сделал ей предложение. К отчаянию Доусона, Аделаида должна была выйти замуж за портного.
В августе 1894 года отец Доусона, будучи больным поздней стадией туберкулёза, умер от передозировки хлоральгидрата. Его мать, также истощённая болезнью, повесилась в феврале 1895 года. Вскоре после её смерти Доусон начал быстро увядать.
Издатель Леонард Смайзерс разрешил ему жить во Франции и писать переводы, но он вернулся в Лондон в 1897 году, где он остался с семьёй Фолтиновичей, несмотря на привязанность к Аделаиде.
В 1898 году Доусон обратился в католицизм.
В 1899 году Роберт Шерард нашёл Доусона почти без гроша в винном баре и отвёз его обратно в коттедж в Катфорде, где жил Шерард. Доусон провёл последние шесть недель своей жизни в коттедже Шерарда, где он 23 февраля 1900 года умер в возрасте 32 лет. Доусон был похоронен в римско-католической секции близлежащих кладбищ Брокли и Ледивелл в Луишем, Лондон.

#### После смерти ДоусонаОскар Уайльднаписал
|                                | англ. Poor wounded wonderful fellow that he was, a tragic reproduction of all tragic poetry, like a symbol, or a scene. I hope bay leaves will be laid on his tomb and rue and myrtle too for he knew what love was |  | Бедный раненый замечательный парень, каким он был, трагическое воспроизведение всей трагической поэзии, вроде символа или сцены. Я надеюсь, что лавровый лист будет положен на его могилу, руту и мирт, потому что он знал, что такое любовь |  |
| «The Letters of Ernest Dowson» | |  | |  |

Сам Уайлд умер в конце этого года.

## Произведения
Доусон лучше всего запомнился такими яркими фразами, как «Дни вина и роз»:
|                                                    | англ. They are not long, the days of wine and roses: Out of a misty dream Our path emerges for a while, then closes Within a dream. |  | Они не долги, дни вина и роз — Мечты туман. Наш путь недолог, и всерьёз — То всё обман. |  |
| Эрнест Доусон из «лат. Vitae Summa Brevis» (1896). | |  |                                                                                         |  |

и придуманной метафорой «Унесённые ветром» в стихотворении лат. Non Sum Qualis Eram Bonae sub Regno Cynarae (1896), опубликованном в книге «Украшения: в стихах и прозе» (1899):
|                                                                                            | англ. I have forgot much, Cynara! gone with the wind, Flung roses, roses riotously with the throng, Dancing, to put thy pale, lost lilies out of mind; But I was desolate and sick of an old passion, Yea, all the time, because the dance was long: I have been faithful to thee, Cynara! in my fashion. |  | Я многое забыл, Цинара! Унесённые ветром, Розы брошены небрежно в толпу. Забываю черты твоих лилий; Опустошённый, уставший от страсти, Из-за нашего долгого танца, Я был верен тебе, Цинара! по-моему. |  |
| Эрнест Доусон из «лат. Non Sum Qualis eram Bonae Sub Regno Cynarae», третья строфа (1894). | |  | |  |

Это последнее стихотворение было впервые опубликовано во Второй книге Клуба рифмёров в 1894 году и было замечено Ричардом Ле Гальенном в его колонке «Странствия в Букленде» (от англ. Bookland, букв. — «Земля книг») в «Лодыре», том 9. Это также источник фразы: «Я был верен… по моему».
Маргарет Митчелл, тронутая «далёким, слегка грустным звуком, которого я хотел» в первой строке третьей строфы, выбрала эту строку в качестве названия своего романа «Унесённые ветром».
Согласно Оксфордскому словарю английского языка, Доусон обеспечивает самое раннее использование слова soccer в письменном языке (хотя он произносит его как socca, предположительно, потому что у него ещё не было стандартной письменной формы).
Прозаические произведения Доусона включают в себя рассказы, собранные как «Дилеммы» (англ. Dilemmas; 1895), и два романа, написанных в соавторстве с Артуром Муром (англ. Arthur Collins Moore), — «Комедия масок» (англ. A Comedy of Masks; 1893) и «Адриан Рим» (англ. Adrian Rome).
Доусон перевёл «Орлеанскую девственницу» Вольтера и роман «Опасные связи» прозаика Пьера Шодерло де Лакло.

### Книги
- Ernest Dowson, Arthur Moore. Комедия масок: роман = A comedy of masks: a novel (англ.). — EasyRead Super Large 18pt Edition. — 1893. — 304 p. — ISBN 1554801273. — ISBN 9781554801275.
- Ernest Dowson. Дилеммы, истории и исследования настроения = Dilemmas, stories and studies in sentiment (англ.). — 1895.
- Ernest Dowson. Вирши = Verses (англ.). — 1896.
- Ernest Dowson. Пьеро минуты: драматическая фантазия в одном действии = The Pierrot of the minute : a dramatic phantasy in one act (англ.). — 1897.
- Ernest Dowson. Украшения в стихах и прозе = Decorations in Verse and Prose (англ.). — 1899.
- Ernest Dowson, Arthur Moore. Адриан Рим = Adrian Rome (англ.). — 1899.
- Ernest Dowson. Цинара: маленькая книга стихов = Cynara: a little book of verse (англ.). — 1907.
- Ernest Dowson. Исследования настроения = Studies in sentiment (англ.). — 1915.
- Ernest Dowson. Стихи и проза Эрнеста Доусона с мемуарами Артура Саймонса = The Poems and Prose of Ernest Dowson, With a Memoir by Arthur Symons (англ.). — 1919.
- Ernest Dowson. «Письма Эрнеста Доусона» = «Letters of Ernest Dowson» (англ.) / ed. by Desmond Flower, Henry Maas. — ill. — Granbury, New Jersey: Rutherford, Madison, Teaneck: FDU Press[англ.], 1968. — 470 p. — (G — Reference, Information and Interdisciplinary Subjects Series). — ISBN 0838667473. — ISBN 9780838667477.
- Ernest Dowson. «Эрнест Доусон: Собрание короткой фантастики» = «Ernest Dowson: Collected shorter fiction» (англ.) / ed. by Monica Borg, R. K. R. Thornton. — Great Britain: Central Printing Services, University of Birmingham; A & C Black, 2003. — 162 p. — ISBN 1-902459-25-3. — ISBN 9781902459257.

## Наследие
Его коллаборационист Артур Мур написал несколько остроумных комических романов о молодом взрослом дуэте Энтони «Тони» Уайлдера (англ. Anthony «Tony» Wilder) и Пола Морроу (англ. Paul Morrow) (один из них «Глаза света», «англ. The Eyes of Light», упоминается подругой Эдит Несбит в её книге «Феникс и ковёр»). Тони опирался на Доусона, а Пол — на Мура. «Дни вина и роз» были изложены в британском сериале «Дарреллы на Корфу», сезон 2, эпизод 4.
Композитор Фредерик Дилиус положил на музыку в 1907 году несколько стихов Доусона в своих «Песнях о закате» и «Цинаре» (англ. Cynara).
Джон Айрленд включил постановку «Я не был печален (Сплин)» (англ. I Was Not Sorrowful (Spleen)) из стихов (1896) в свой цикл песен «Песни странника» 1912 года.
Т. Э. Лоуренс цитирует стихотворение Доусона «Последний нераскаявшийся» (итал. Impenitentia Ultima — «Импенитентия Ультима») в «Семи столпах мудрости», глава LIV.
Доусон был высоко оценён Стефаном Георге, который посвятил ему своё стихотворение «Июльская тоска» (нем. «Juli-Schwermut»). Георге перевёл три его стиха на немецкий язык и объявил его одним из самых важных европейских поэтов своего времени.
Арнольд Шёнберг положил на музыку стихотворение «Серафита» (англ. Seraphita)
Обри Бёрдслей проиллюстрировал «Минуты Пьеро» Доусона.
В «Стихах и прозе Эрнеста Доусона», мемуарах 1919 года, написанных Артуром Саймонсом, Саймонс описал Доусона как «…человека, несомненно, гениального… Никогда не было поэта, к которому бы стихи приходили более естественно… У него был чистый лирический дар, не взвешенный или не уравновешенный каким-либо другим качеством ума или эмоций…».
В преддверии годовщины рождения Доусона 2 августа 2010 года его могила, заброшенная и разрушенная, была отреставрирована. Открытие и поминальная служба были опубликованы в местной (South London Press) и национальной (BBC Radio 4 и The Times Literary Supplement) британской прессе, а десятки посмертно отдали дань поэту через 110 лет после его смерти.

### Комментарии
1. ↑  Non Sum Qualis eram Bonae Sub Regno Cynarae ("I am not what I was, under the reign of the good Cynara"), цитата из сборника Оды Горация, Книга IV,1 «vitae summa brevis spem nos vetat incohare longam…»
2. ↑  «Я абсолютно отказываюсь видеть матчи футбола» («англ. I absolutely decline to see socca' matches»), — письмо Доусона от 21 февраля 1889 года. Soccer в Оксфордском словаре английского языка онлайн,  (требуется подписка), доступно 30 апреля 2014 г.